# Península acadiana
La Península Acadiana (en inglés: Acadian Peninsula; en francés: Péninsule acadienne; antiguamente Bas-du-Comté) se encuentra en la esquina noreste de la provincia de Nuevo Brunswick, Canadá, y abarca porciones de los condados de Gloucester y Northumberland. Su nombre deriva de la gran población Acadiana que se encuentra allí. Dos grandes islas frente a la punta noreste de la península, Lamèque y la Isla Miscou, son consideradas culturalmente como parte de la península de Acadia.
La mayoría de los asentamientos en la península se produjo como consecuencia de la expulsión de los acadienses en la campaña del golfo de San Lorenzo (1758), donde muchas personas fueron deportadas a la fuerza por los británicos, la mayoría en el sur de Nuevo Brunswick y Nueva Escocia.